# Kostel Svaté Trojice (Aš)

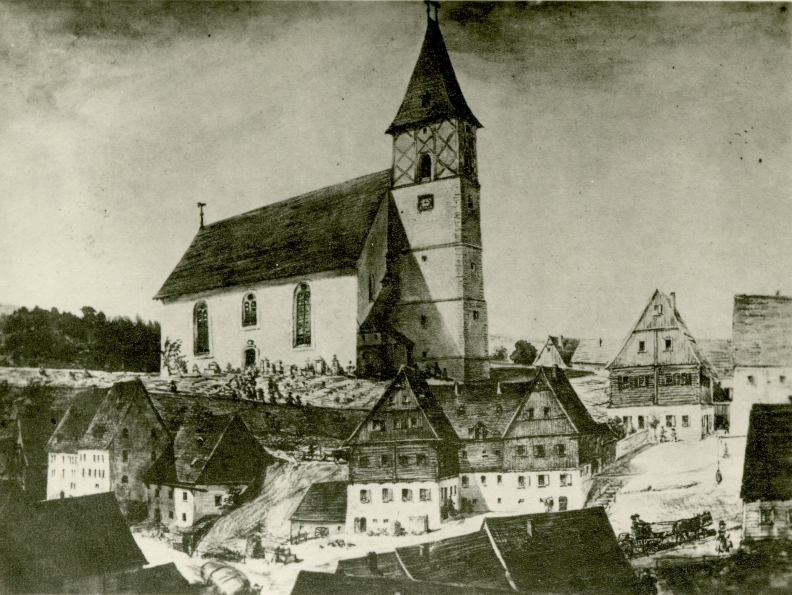
Podoba kostela v 17. století (akvarel od faráře T. Albertiho)

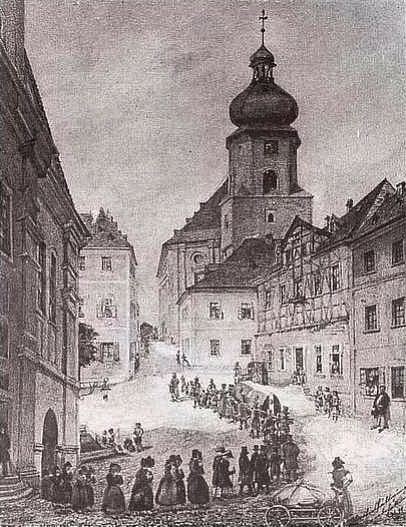
Průvod procházející podloubím radnice ke kostelu (19. století, akvarel, autorem je farář T. Alberti)

Kostel Svaté Trojice v Aši byl evangelický chrám, jehož stavba započala roku 1622 a který byl zničen při velkém požáru v roce 1960.

## Historie
Na místě kostela Svaté Trojice stával nejprve dřevěný kostelík.
Později, v roce 1370 byl místo něj postaven kamenný, gotický katolický kostel, zasvěcený svatému Ludvíku.
Ten byl v 17. století zbourán a zachována byla jen kamenná věž čtvercového tvaru. Regionální badatel Jaroslav Vít se domnívá, že původně byla věž součástí obranné tvrze.
V té době se díky Zedtwitzům na Ašsku začalo rozšiřovat evangelické náboženství.
1. května 1622 byla započata stavba nového pozdně renesančního evangelického kostela, na základech původního kostela sv. Ludvíka. V roce 1682 byla věž vyvýšena o osmibokou část s cibulovitou kupolí.
V roce 1747 byl kostel zcela přestavěn v barokním stylu. Kapacita po přestavbě představovala 2500 míst k sezení, celkem však mohl kostel pojmout až 4000 lidí. V roce 1911 zakoupil Gustav Geipel, ašský průmyslník a dobrodinec, do kostela největší varhanní systém v tehdejší střední Evropě, který měl 4318 píšťal.
V roce 1958 započala celková rekonstrukce kostela, včetně interiéru. O dva roky později, 19. ledna 1960, byl však kostel zničen při velkém požáru, který způsobil výbuch vysoušecích kamen. Požár byl podle svědků viděn až v pohraničních německých vesnicích. Největší památka Aše tak byla zničena. Obvodové zdivo a zbytky věže stály ještě další desetiletí. V roce 1987 byl zbytek kostela stržen, neboť tehdejší územní plán počítal v těchto místech s komunikací propojující ulice Hlavní a Studentská. Nikdy se tak nestalo a zbytky kostela tak byly strženy zbytečně.

## Kostel a jeho okolí
Kostel stál na vrchu, v bezprostřední blízkosti tehdejší radnice (v současné době opět ašská radnice), a jeho cibulovitá věž byla spolu s věží kostela sv. Mikuláše dobrým orientačním bodem pro celou Aš. Za kostelem se v dřívějších dobách nacházel hřbitov, který zanikl, a místo něho byly vybudovány tenisové kurty. Mezi kostelem a radnicí dříve stávala také větší evangelická škola, která byla po válce zbourána. Na náměstí pod kostelem byly kolem roku 1900 postaveny tři farní budovy, se sídlem místní evangelické církve, bytem faráře, archivem a modlitebnou. Tyto tři budovy dnes ještě stojí, a jsou v udržovaném stavu. V zadní části kostela byl v roce 1883 postaven památník doktoru Martinu Lutherovi, jehož výklad bible byl akceptován nejen Zedtwitzi, ale i starým Ašskem. Památník přečkal komunistickou éru v dobrém stavu, a v roce 2008 byl po restaurování vrácen na své místo. V roce 2000 byly základy kostela zvýrazněny nízkou kamennou hradbou, a vzniklo tak pietní místo. V srpnu 2018 byl tento jediný památník Martina Luthera v ČR prohlášen kulturní památkou.

## Faráři

### Luterští
- Gustav Alberti
- Adolf Thorn
- Traugott Alberti
- Emil Hildemann

### Českobratrští
- Jaroslav Dokoupil
- Amos Jeschke